# Weisser See
Weisser See, även skrivet Weißer See eller der Weiße See, är en sjö i Berlin-stadsdelen Weißensee, i stadsdelsområdet Pankow.
Vid Weißer See finns bland annat badplats, restaurang, utomhusscen och båtuthyrning. Sjön omges av en park, Park am Weißen See.
Sjön, vars omkrets inte är större än 1175 meter, bildades under slutet av den senaste istiden av kvarvarande ismassor som skapade en depression i moränen.